# مهدي بلعروسي
مهدي بلعروسي  (1989 المغرب) هو لاعب كرة قدم مغربي.

## روابط خارجية
- مهدي بلعروسي على موقع أوليمبيديا (الإنجليزية)